# La Vespière-Friardel
La Vespière-Friardel – gmina we Francji, w regionie Normandia, w departamencie Calvados. Powstała 1 stycznia 2016 roku z połączenia dwóch wcześniejszych gmin: Friardel oraz La Vespière. Siedzibą gminy została miejscowość La Vespière. W 2013 roku populacja wyżej wymienionych gmin wynosiła 1238 mieszkańców.